# DARVO
DARVO (акронім від англ. deny, attack, and reverse victim and offender; «заперечувати, атакувати та перемикатись між станом жертви та кривдника») — це реакція винуватців протиправних дій, особливо сексуальних злочинців, на притягнення до відповідальності за їх поведінку. Деякі вчені вказують, що це звичайна стратегія маніпуляції психологічних кривдників. Кривдник заперечує факт насильства, атакує потерпілу за те, що вона намагається притягнути кривдника до відповідальності за його дії, і стверджує, що насправді він є жертвою в цій ситуації, підміняючи те, хто є справжньою постраждалою, а хто кривдником. Це часто передбачає не лише «гру в жертву», а й «звинувачення жертви».

## Походження
Акронім і аналіз, на основі якого він заснований, є роботою психологині Дженніфер Фрейд. Перший етап «DARVO», заперечення, включає газлайтинг.
Дженніфер Фрейд пише:
… Я помітила, що справжні насильники погрожують, залякують і створюють жахіття для будь-кого, хто притягує їх до відповідальності або просить змінити свою насильницьку поведінку. Ця атака, спрямована на те, щоб спантеличити й залякати, як правило, включає погрози судовими позовами, явні та приховані атаки на довіру до викривача тощо. Насильник часто приймає фазу зосередження на висміюванні особи, яка намагається притягнути насильника-правопорушника до відповідальності … Правопорушник швидко створює враження, що він, насильник, насправді і є потерпілим, а жертва або зацікавлений спостерігач і є правопорушником … Правопорушник займається правопорушенням, а особа, яка намагається притягнути правопорушника до відповідальності, переходить до захисту.

## Приклади
Передбачувані приклади DARVO включають:
- Поведінка Р. Келлі під час інтерв'ю, пов'язаного з відкритою проти нього кримінальною справою за сексуальне розбещення неповнолітніх[6].
- Поведінка колишнього президента США Дональда Трампа під час захисту від звинувачень у сексуальних домаганнях, а також під час захисту від звинувачень в інших його протиправних діях.[7][8][9][10]
- Меморіал і музей геноциду Іґдир[en], меморіально-музейний комплекс, який пропагує заперечення геноциду вірмен і захищає Туреччину від звинувачень у геноциді вірмен, стверджуючи, що під час Першої світової війни саме вірмени вбивали турків, а не навпаки.[11]

## У популярних медіа
У епізоді 2019 року «Фінал сезону» Південного парку Ренді Марша заарештовують за знищення марихуани, вирощеної в домашніх умовах. Ренді телефонує президенту Ґаррісону за юридичною порадою. Президент пояснює йому про DARVO та розігрує за ролями, пояснюючи як ним користуватися. Коли Ренді намагається це зробити, поліціянти, яких він випробовує, повідомляють йому, що ця тактика на них не спрацює, оскільки Ренді не є президентом.